# 天野聡美 (声優)
天野 聡美（あまの さとみ、11月29日 - ）は、日本の女性声優。神奈川県出身。ヴィムス所属。

## 略歴
小学生の時から音読をすることやボイスドラマを聴くことを好んだ。中学生の頃にアニメで声優という職業に興味を持ち始める。その時は、「自分が声優になんてなれるわけない」と思っていたため、憧れはあったが、親にも言えなかった。高校の進路相談で「将来の夢がない」と担当教師に話していた時に、その担任教師に「昔でもいいからやってみたかったことないの?」と後押しされた。断念していた声優の話をしていたところ、応援してくれて声優を目指すようになったという。それまでは理系だったため、「薬剤師になろう」と思ったが、6年間学校に通わないといけないことから、「両立はむずかしいな」と思ったという。当時は両親も薬剤師を勧めていたが、声優になってからは応援してくれるという。
声優を目指したきっかけのひとつとなったアニメは『UN-GO』。この作品に出演していた山本希望が所属している事務所であるという理由から、ヴィムスへの所属を志望した。
日本ナレーション演技研究所を経て、ヴィムスに所属。
2023年3月にマリン・エンタテインメントによって結成された声優ユニット「Ciel」（シエル）のメンバー。

## 人物
公式プロフィールに挙げられている趣味・特技はコスメ収集、茶道、バルーンアート、リンゴの皮むき。公式プロフィール外では、首の関節を鳴らすことが特技だと答えている。
ミステリーを好み、かっこよく謎を解くような役を演じてみたいと考えている。シンガーソングライターのmajikoのファン。
自身の性格について、優柔不断ですぐあわあわしてしまうと分析し、また、引きこもり体質で面倒くさがりだが、行動力を身に着けてなるべく改善するように心がけている。
妹がいる。

## 出演
太字はメインキャラクター。

### テレビアニメ
2019年
- アイドルマスター シンデレラガールズ劇場 CLIMAX SEASON（白菊ほたる）
- 通常攻撃が全体攻撃で二回攻撃のお母さんは好きですか?
- 神田川JET GIRLS（客）

2020年
- 球詠（山崎珠姫）
- アルゴナビス from BanG Dream!（ガヤ）
- 魔王城でおやすみ（メイド）
- くまクマ熊ベアー（2020年 - 2023年、ミサーナ・ファーレングラム、子供、レーラ） - 2シリーズ

2021年
- はたらく細胞!!（血小板1）
- 俺だけ入れる隠しダンジョン（子供、ミーラ、貴族A、ピクシー）
- スケートリーディング☆スターズ（ミリオンファン）
- どすこい すしずもう（おにぎり観客）
- ふしぎ駄菓子屋 銭天堂（同級生）
- 死神坊ちゃんと黒メイド（メイドC）
- トロピカル〜ジュ!プリキュア（2021年 - 2022年、仲川詩織）
- 見える子ちゃん（石原）

2022年
- 怪人開発部の黒井津さん（ウルフ・ベート）
- 終末のハーレム（北山玲奈）
- ヒーラー・ガール（ゆい）
- トモダチゲーム（心木ゆとり）
- まちカドまぞく 2丁目（クラスメイト）
- 不徳のギルド（レイア、リアン・ヴィクトル）

2023年
- 最強陰陽師の異世界転生記（受験生女子）
- 異世界召喚は二度目です（花柱夕陽）
- 異世界ワンターンキル姉さん 〜姉同伴の異世界生活はじめました〜（黒猫）
- 山田くんとLv999の恋をする（白石）
- ホリミヤ -piece-（女子生徒B）
- 無職転生 II 〜異世界行ったら本気だす〜（女生徒A）
- 君のことが大大大大大好きな100人の彼女（浅川さん）

2024年
- 杖と剣のウィストリア（コレット・ロワール）
- 異世界ゆるり紀行 〜子育てしながら冒険者します〜（ルーナ）
- 【推しの子】（ルナ）
- Re:ゼロから始める異世界生活 3rd season（2024年 - 2025年、ティーナ） - 2シリーズ
- 嘆きの亡霊は引退したい（クロエ・ヴェルター）

2025年
- アオのハコ

### 劇場アニメ
- 劇場版 ハイスクール・フリート（2020年、河野燕[29]）

### Webアニメ
- アイドルマスター シンデレラガールズ劇場 Extra Stage（2020年 - 2021年、白菊ほたる）
- CINDERELLA GIRLS 10th Anniversary Celebration Animation ETERNITY MEMORIES（2022年、白菊ほたる）

### ゲーム
2018年
- 天空のクラフトフリート（2018年 - 2019年、アヤメ〈3代目〉、トーノ）

2019年
- アイドルマスター シンデレラガールズ（2019年 - 2023年、白菊ほたる） - 2作品
- デビルブック（エブリン、マイリー）
- 8 beat Story♪（水瀬鈴音〈2代目〉）
- ブラウンダスト（カンナ）
- D.C.4 〜ダ・カーポ4〜（日下可純）
- Z/X Code OverBoost（バンシー、ルートヴィヒ）
- マギアレコード 魔法少女まどか☆マギカ外伝（2019年 - 2023年、笠音アオ）
- モンスターストライク（2019年 - 2021年、エア、ベネット）

2020年
- 八月のシンデレラナイン（山崎珠姫）
- きららファンタジア（山崎珠姫）
- アズールレーン（Z26）

2021年
- アークナイツ（シーン）
- D.C.4 Fortunate Departures 〜ダ・カーポ4〜 フォーチュネイトデパーチャーズ（日下可純）
- エクリプスサーガ（アテナ）
- とある魔術の禁書目録 幻想収束（パトリシア＝バードウェイ）
- パズルガールズ（五十鈴）

2022年
- けものフレンズ3（トラ）
- Tokyo 7th シスターズ（2022年 - 2023年、月代ユウ）
- ユグドラ・レゾナンス（アシリ）
- アッシュアームズ‐灰燼戦線‐（2022年 - 2023年、CW-19、シュトルムティーガー初期型）

2023年
- キュービックスターズ（ベネット）
- 六本木サディスティックナイト（小笠原マイ）
- ラストオリジン（クローバーエース）
- ネバーアフター～逆転メルヘン～（キャッスルの美女・ベティ）
- ユグドラリバース（アシリ）

2024年
- クイズRPG 魔法使いと黒猫のウィズ（イライザ・ビッグベル）
- プリンセスコネクト!Re:Dive（ユキノ）

2025
- Epic Seven-エピックセブン-（フェネ）
- Tower of Fantasy（幻塔）（キャロット）

### ボイスドラマ
- 戦国繚乱美少女伝（2025年、黒田長政）

### ラジオ
※はインターネット配信。
- ラジオどっとあい 天野聡美のおひとりさまご来店～（2020年、AG-ON Premium・超!A&G+※）[59]

### インターネットテレビ
- エビストニュース（2019年4月 - 、ニコニコ生放送） - 回替わりパーソナリティ[60]
- 平成最後&令和最初の声優特番〜人生ゲームで人生を語る〜（2019年4月30日 - 5月1日、ニコニコ生放送）[61]
- ハニプラTV2（2019年6月 - 、ニコニコ生放送）[62]
- 春瀬なつみと天野聡美のお部屋deタコパ☆（2019年9月 - 、ニコニコ生放送）[63]
- 天野聡美のトロトロ王国（2020年2月 - 2023年8月、ニコニコ生放送）[64]
- 峯田茉優と天野聡美 まったリミッツ with ktym（2020年7月 - 、Youtube）[65]
- マギアレコード 魔法少女まどか☆マギカ外伝Magia Day 2022（2022年9月12日、アニプレックス公式チャンネル） - 笠音アオ 役[66]
- 天野聡美のトロトロ106号室（2023年9月 - 、OPENREC.tv）

### 舞台
- LIAR GAME murder mystery「爆発廃工場 〜犯人の挑戦状〜」「首切りホテル 〜最後の夜宴〜」（2024年6月12日、飛行船シアター）[67]

### 映像商品
- Tokyo 7th シスターズ Live Tokyo-7th FESTIVAL in Ryogoku Kokugikan（2022年11月）[68]

### その他
- バーチャルYouTuber「MEMプロジェクト」（2018年、天宮もなか[69][70]）
- ボイスコミック 大人はわかってくれない。（2020年、小柴紬[71]）
- ウチの夏フェス＋2019（2019年[72][73]）
- リアル脱出ゲーム 潜入捜査官エウレカの願い 〜耳をすまして事件を解決せよ！〜（2022年、藤田マコト）

## ディスコグラフィ

### キャラクターソング
| 発売日   | 商品名                                                                                                 | 歌 | 楽曲                                                                  | 備考                                                                               |
| 2019年   | 2019年                                                                                                 | 2019年 | 2019年                                                                | 2019年                                                                             |
| -------- | --- | --- | --------------------------------------------------------------------- | ---------------------------------------------------------------------------------- |
| 4月17日  | THE IDOLM@STER CINDERELLA GIRLS LITTLE STARS! きゅん・きゅん・まっくす                                 | ナレーション：白菊ほたる（天野聡美） | 「実用音楽その1 閉店の音楽 別れのワルツ（蛍の光）」                   | テレビアニメ『アイドルマスター シンデレラガールズ劇場』関連曲                      |
| 5月15日  | THE IDOLM@STER CINDERELLA MASTER 052 白菊ほたる                                                        | 白菊ほたる（天野聡美） | 「谷の底で咲く花は」                                                  | ゲーム『アイドルマスター シンデレラガールズ』関連曲                                |
| 5月15日  | Precious Notes                                                                                         | 8/pLanet! | 「Precious Notes」                                                    | ゲーム『8 beat Story♪』関連曲                                                      |
| 11月13日 | THE IDOLM@STER CINDERELLA MASTER 3chord for the Pops!                                                  | 浜口あやめ（田澤茉純）、白菊ほたる（天野聡美）、三船美優（原田彩楓）                                                                                               | 「印象」                                                              | ゲーム『アイドルマスター シンデレラガールズ』関連曲                                |
| 11月13日 | THE IDOLM@STER CINDERELLA GIRLS STARLIGHT MASTER for the NEXT! 02 ステップ&スキップ                    | 関裕美（会沢紗弥）、白菊ほたる（天野聡美）、森久保乃々（高橋花林）                                                                                                 | 「ステップ&スキップ（M@STER VERSION）」                               | ゲーム『アイドルマスター シンデレラガールズ スターライトステージ』関連曲           |
| 11月13日 | THE IDOLM@STER CINDERELLA GIRLS STARLIGHT MASTER for the NEXT! 02 ステップ&スキップ                    | 白菊ほたる（天野聡美） | 「ステップ&スキップ（M@STER VERSION）」                               | ゲーム『アイドルマスター シンデレラガールズ スターライトステージ』関連曲           |
| 11月29日 | Sprouting Dreams                                                                                       | 天宮もなか（天野聡美）、西遠白雪（澤田美晴） | 「恐がり太陽と意地張りお月様」                                        | 『MEMプロジェクト』関連曲                                                          |
| 11月29日 | Sprouting Dreams                                                                                       | 天宮もなか（天野聡美） | 「初恋タイムリーパー」                                                | 『MEMプロジェクト』関連曲                                                          |
| 11月29日 | Sprouting Dreams                                                                                       | 天宮もなか（天野聡美）、朝比奈ひな（音羽里奏）、月岡みかん（大石歩佳） 柏崎こぐま（優音）                                                                          | 「Fairy Land」                                                        | 『MEMプロジェクト』関連曲                                                          |
| 11月29日 | Sprouting Dreams                                                                                       | 天宮もなか（天野聡美）、朝比奈ひな（音羽里奏）、月岡みかん（大石歩佳）、柏崎こぐま（優音）、西遠白雪（澤田美晴）、三ツ星綺羅良（若林倫香）、黒羽聖（すずきももこ） | 「恋に吠えろ」                                                        | 『MEMプロジェクト』関連曲                                                          |
| 2020年   | | |                                                                       |                                                                                    |
| 3月25日  | THE IDOLM@STER CINDERELLA GIRLS STARLIGHT MASTER for the NEXT! 06 幸せの法則〜ルール〜                 | 鷹富士茄子（森下来奈）、白菊ほたる（天野聡美） | 「幸せの法則〜ルール〜（M@STER VERSION）」                            | ゲーム『アイドルマスター シンデレラガールズ スターライトステージ』関連曲           |
| 3月25日  | THE IDOLM@STER CINDERELLA GIRLS STARLIGHT MASTER for the NEXT! 06 幸せの法則〜ルール〜                 | 白菊ほたる（天野聡美） | 「幸せの法則〜ルール〜（M@STER VERSION）」                            | ゲーム『アイドルマスター シンデレラガールズ スターライトステージ』関連曲           |
| 5月27日  | Never Let You Go!/プラスマイナスゼロの法則                                                             | 新越谷高校女子野球部 | 「プラスマイナスゼロの法則」                                          | テレビアニメ『球詠』エンディングテーマ                                             |
| 5月27日  | Never Let You Go!/プラスマイナスゼロの法則                                                             | 山崎珠姫（天野聡美） | 「プラスマイナスゼロの法則」                                          | テレビアニメ『球詠』関連曲                                                         |
| 12月16日 | THE IDOLM@STER CINDERELLA GIRLS STARLIGHT MASTER GOLD RUSH! 05 オレンジタイム                          | 白菊ほたる（天野聡美）、鷹富士茄子（森下来奈） | 「いつかの、いくつかのきみとのせかい」                                | ゲーム『アイドルマスター シンデレラガールズ スターライトステージ』関連曲           |
| 2021年   | | |                                                                       |                                                                                    |
| 4月7日   | THE IDOLM@STER CINDERELLA GIRLS LITTLE STARS EXTRA! Life is HaRMONY                                    | 桐生つかさ（河瀬茉希）、黒埼ちとせ（佐倉薫）、白菊ほたる（天野聡美）、鷺沢文香（M・A・O）、諸星きらり（松嵜麗）                                                    | 「Life is HaRMONY」                                                   | Webアニメ『アイドルマスター シンデレラガールズ劇場 Extra Stage』エンディングテーマ |
| 8月25日  | 「マギアレコード魔法少女まどか☆マギカ外伝」Music Collection 2                                          | Promised Blood | 「Bulimia」                                                           | ゲーム『マギアレコード 魔法少女まどか☆マギカ外伝』関連曲                           |
| 2022年   | | |                                                                       |                                                                                    |
| 3月9日   | 8/pLanet!! 1st Album Terms / Years                                                                     | 桜木ひなた（社本悠）、水瀬鈴音（天野聡美）、源氏ほたる（吉村那奈美）                                                                                               | 「キミが好き。」                                                      | ゲーム『8 beat Story♪』関連曲                                                      |
| 3月9日   | 8/pLanet!! 1st Album Terms / Years                                                                     | 桜木ひなた（社本悠）、水瀬鈴音（天野聡美）、橘彩芽（山下七海）、星宮ゆきな（和氣あず未）、源氏ほたる（吉村那奈美）                                                 | 「じゃじゃ馬Typhoon」                                                 | ゲーム『8 beat Story♪』関連曲                                                      |
| 3月9日   | 8/pLanet!! 1st Album Terms / Years                                                                     | 水瀬鈴音（天野聡美）、メイ（澤田美晴） | 「Empty trip」                                                        | ゲーム『8 beat Story♪』関連曲                                                      |
| 3月9日   | 8/pLanet!! 1st Album Terms / Years                                                                     | 桜木ひなた（社本悠）、水瀬鈴音（天野聡美）、神楽月（荻野葉月） | 「あの夏の僕らへ」                                                    | ゲーム『8 beat Story♪』関連曲                                                      |
| 3月9日   | 8/pLanet!! 1st Album Terms / Years                                                                     | 8/pLanet!! | 「Time Progress」                                                     | ゲーム『8 beat Story♪』関連曲                                                      |
| 6月28日  | Be Your Light                                                                                          | Stella MiNE | 「Be Your Light」                                                     | ゲーム『Tokyo 7th シスターズ』関連曲                                               |
| 9月13日  | New Age                                                                                                | Roots. | 「New Age」                                                           | ゲーム『Tokyo 7th シスターズ』関連曲                                               |
| 9月28日  | THE IDOLM@STER CINDERELLA MASTER Cute jewelries! 004                                                   | 乙倉悠貴（中島由貴）、関裕美（会沢紗弥）、白菊ほたる（天野聡美）、早坂美玲（朝井彩加）、黒埼ちとせ（佐倉薫）                                                       | 「チョコレート？レモネード？どっち??」 「認めてくれなくたっていいよ」 | ゲーム『アイドルマスター シンデレラガールズ』関連曲                                |
| 9月28日  | THE IDOLM@STER CINDERELLA MASTER Cute jewelries! 004                                                   | 白菊ほたる（天野聡美） | 「あなたは幸せになる」                                                | ゲーム『アイドルマスター シンデレラガールズ』関連曲                                |
| 11月8日  | You & I =                                                                                              | Stella MiNE | 「You & I =」                                                         | ゲーム『Tokyo 7th シスターズ』関連曲                                               |
| 11月8日  | WONDEЯ GIRL                                                                                            | Roots. | 「WONDEЯ GIRL」                                                       | ゲーム『Tokyo 7th シスターズ』関連曲                                               |
| 12月14日 | THE IDOLM@STER CINDERELLA GIRLS STARLIGHT MASTER R/LOCK ON! 11 メモリーブロッサム                      | 西園寺琴歌（安齋由香里）、白菊ほたる（天野聡美）、高森藍子（金子有希）、五十嵐響子（種﨑敦美）、水本ゆかり（藤田茜）                                               | 「メモリーブロッサム（M@STER VERSION）」                              | ゲーム『アイドルマスター シンデレラガールズ スターライトステージ』関連曲           |
| 12月14日 | THE IDOLM@STER CINDERELLA GIRLS STARLIGHT MASTER R/LOCK ON! 11 メモリーブロッサム                      | 白菊ほたる（天野聡美） | 「メモリーブロッサム（M@STER VERSION）」                              | ゲーム『アイドルマスター シンデレラガールズ スターライトステージ』関連曲           |
| 12月28日 | THE IDOLM@STER CINDERELLA GIRLS STARLIGHT MASTER PLATINUM NUMBER 01 MOTTO!                             | 久川凪（立花日菜）、西園寺琴歌（安齋由香里）、桐生つかさ（河瀬茉希）、白菊ほたる（天野聡美）、村上巴（花井美春）、関裕美（会沢紗弥）、結城晴（小市眞琴）           | 「MOTTO!」                                                            | ゲーム『アイドルマスター シンデレラガールズ スターライトステージ』関連曲           |
| 12月28日 | THE IDOLM@STER CINDERELLA GIRLS STARLIGHT MASTER PLATINUM NUMBER 01 MOTTO!                             | 白菊ほたる（天野聡美） | 「MOTTO!」                                                            | ゲーム『アイドルマスター シンデレラガールズ スターライトステージ』関連曲           |
| 2023年   | | |                                                                       |                                                                                    |
| 2月14日  | Startrail                                                                                              | Stella MiNE | 「Protostar」 「Endless Moment」 「We Are Stars」                     | ゲーム『Tokyo 7th シスターズ』関連曲                                               |
| 2月14日  | Startrail                                                                                              | Roots. | 「Hidden Stages」 「Find Me」                                         | ゲーム『Tokyo 7th シスターズ』関連曲                                               |
| 3月1日   | THE IDOLM@STER CINDERELLA GIRLS STARLIGHT MASTER R/LOCK ON! 13 チカラ！イズ！ぱわー!!                  | 白菊ほたる（天野聡美） | 「恋愛サーキュレーション」                                            | ゲーム『アイドルマスター シンデレラガールズ スターライトステージ』関連曲           |
| 9月9日   | THE IDOLM@STER CINDERELLA GIRLS Shout out Live!!! 会場オリジナルCD                                     | 白菊ほたる（天野聡美） | 「Life is HaRMONY」                                                   | Webアニメ『アイドルマスター シンデレラガールズ劇場 Extra Stage』関連曲             |
| 2024年   | | |                                                                       |                                                                                    |
| 3月20日  | THE IDOLM@STER CINDERELLA GIRLS STARLIGHT MASTER HEART TICKER! 04 D-ark L-ily's Grin                   | 関裕美（会沢紗弥）、白菊ほたる（天野聡美）、森久保乃々（高橋花林）                                                                                                 | 「書きかけのラブレター」                                              | ゲーム『アイドルマスター シンデレラガールズ スターライトステージ』関連曲           |
| 11月13日 | THE IDOLM@STER CINDERELLA GIRLS STARLIGHT MASTER HEART TICKER! 11 バラカストーリア～月と太陽に祝福を～ | 白菊ほたる（天野聡美） | 「Darkness」                                                          | ゲーム『アイドルマスター シンデレラガールズ スターライトステージ』関連曲           |

## ライブ・イベント

### 合同ライブ
| 出演日               | タイトル                                                                                          | 会場                                        |
| -------------------- | ------------------------------------------------------------------------------------------------- | ------------------------------------------- |
| 2019年5月12日        | 8beatStory♪ 8/pLanet!! 3rd Anniversary Special Event 「Standing on the Stage」                    | ニッショーホール（東京都）                  |
| 2019年9月3日・4日    | THE IDOLM@STER CINDERELLA GIRLS 7thLIVE TOUR Special 3chord♪ Comical Pops!                        | 幕張メッセ国際展示場 9-11番ホール（千葉県） |
| 2020年1月26日        | 8beatStory♪ 8/pLanet!! 5th LIVE 「Thousand Emotions」                                             | サンシティ越谷市民ホール（埼玉県）          |
| 2020年12月12日       | 8beatStory♪ Christmas Special Event & LIVE 2020                                                   | duo MUSIC EXCHANGE（東京都）                |
| 2021年1月10日        | THE IDOLM@STER CINDERELLA GIRLS Broadcast & LIVE Happy New Yell!!!                                | 幕張メッセ国際展示場 1-3番ホール（千葉県）  |
| 2021年12月25日・26日 | THE IDOLM@STER CINDERELLA GIRLS 10th ANNIVERSARY M@GICAL WONDERLAND TOUR!!! CosmoStar Land        | 愛知県国際展示場 ホールA（愛知県）          |
| 2022年2月26日・27日  | Tokyo 7th シスターズ Live Tokyo-7th FESTIVAL in Ryogoku Kokugikan                                 | 両国国技館（東京都）                        |
| 2022年4月3日         | THE IDOLM@STER CINDERELLA GIRLS 10th ANNIVERSARY M@GICAL WONDERLAND!!!                            | ベルーナドーム（埼玉県）                    |
| 2022年9月4日         | THE IDOLM@STER CINDERELLA GIRLS LIKE4LIVE #cg_ootd                                                | 日本ガイシホール（愛知県）                  |
| 2024年3月10日        | THE IDOLM@STER CINDERELLA GIRLS UNIT LIVE TOUR ConnecTrip! 岩手公演                               | トーサイクラシックホール岩手（岩手県）      |
| 2024年8月17日・18日  | Tokyo 7th Sisters LIVE DIVE TO YOUR SKY!!                                                         | 幕張メッセ イベントホール（千葉県）         |
| 2025年4月26日・27日  | THE IDOLM@STER CINDERELLA GIRLS STARLIGHT STAGE 10th ANNIVERSARY TOUR Let’s AMUSEMENT!!! 東京公演 | 有明アリーナ（東京都）                      |

### シリーズ一覧
1. ↑  第1期（2020年）、第2期『ぱーんち！』（2023年）
2. ↑  『襲撃編』（2024年）、『反撃編』（2025年）
3. ↑  『スターライトステージ』[31]（2019年 - 2023年）、『シンデレラガールズ』[32][33]（2019年 - 2022年）